# Équipe de Belgique de football en 1974
Maillots
Chronologie
Saison précédente Saison suivante
L'équipe de Belgique de football dispute en 1974 quatre matchs amicaux et amorce les éliminatoires du Championnat d'Europe.

## Objectifs
Ayant manqué la qualification pour la Coupe du monde en Allemagne, les Diables Rouges peuvent se focaliser sur les éliminatoires du Championnat d'Europe et l'objectif de l'année est de bien entamer ceux-ci afin de viser les quarts de finale, quatre rencontres amicales sont au programme afin de leur permettre de préparer ceux-ci au mieux.

## Résumé de la saison
Après ces deux participations encourageantes à des tournois internationaux, la Belgique entame les qualifications pour la Coupe du monde 1974 avec confiance. Les joueurs terminent invaincus sans encaisser le moindre but mais sont toutefois devancés à la différence de buts par les Pays-Bas, avec qui ils ont partagé deux fois (0-0), et sont donc éliminés alors que les Pays-Bas seront finalistes du Mondial. La Belgique confirme ses bonnes performances lors des éliminatoires de l'Euro 1976, en terminant en tête de leur groupe devant la RDA, la France et l'Islande. Ils sont ensuite sèchement battus par les Pays-Bas en quart de finale (5-0) et (1-2). Les Belges sont une nouvelle fois opposés à leurs voisins bataves lors des qualifications pour la Coupe du monde 1978. Le résultat final est identique, les Néerlandais remportant le groupe haut la main.

## Bilan de l'année
Le départ des Belges pour les éliminatoires du Championnat d'Europe est excellent, ils occupent la tête du groupe à mi-parcours et peuvent sérieusement envisager une qualification pour les quarts de finale.

### Championnat d'Europe 1976

#### Éliminatoires (Groupe 7)
| Rang | Équipe             | Pts | J | G | N | P | Bp | Bc | Diff |  | Résultats (▼ dom., ► ext.) |     |     |     |     |
| ---- | ------------------ | --- | - | - | - | - | -- | -- | ---- |  | -------------------------- | --- | --- | --- | --- |
| 1    | Belgique           | 5   | 3 | 2 | 1 | 0 | 4  | 1  | +3   |  | Belgique                   |     | -   | 2-1 | -   |
| 2    | Allemagne de l'Est | 3   | 3 | 0 | 3 | 0 | 3  | 3  | 0    |  | Allemagne de l'Est         | 0-0 |     | -   | 1-1 |
| 3    | France             | 1   | 2 | 0 | 1 | 1 | 3  | 4  | -1   |  | France                     | -   | 2-2 |     | -   |
| 4    | Islande            | 1   | 2 | 0 | 1 | 1 | 1  | 3  | -2   |  | Islande                    | 0-2 | -   | -   |     |

- Sélection qualifiée pour les quarts de finale de l'Euro 1976

## Les matchs
| Match amical                                                  | Allemagne de l'Est     | 1 - 0   | Belgique | Friedrich-Ludwig-Jahn-Sportpark Berlin-Est, Allemagne de l'Est |                                                 |
| 13 mars 1974 · 17:30 heure locale · Historique des rencontres | Streich 80e            | (0 – 0) |          | Spectateurs : 30 000 Arbitrage : Вohumil Kopcio                | Spectateurs : 30 000 Arbitrage : Вohumil Kopcio |
| 13 mars 1974 · 17:30 heure locale · Historique des rencontres | Rapport (RBFA) Rapport |         |          | Spectateurs : 30 000 Arbitrage : Вohumil Kopcio                | Spectateurs : 30 000 Arbitrage : Вohumil Kopcio |

| Match amical                                                   | Belgique               | 1 - 1   | Pologne   | Stade Maurice Dufrasne Liège, Belgique             |                                                    |
| 17 avril 1974 · 20:00 heure locale · Historique des rencontres | Van Moer 32e           | (1 – 0) | Deyna 67e | Spectateurs : 5 536 Arbitrage : Adolf Mathias (hu) | Spectateurs : 5 536 Arbitrage : Adolf Mathias (hu) |
| 17 avril 1974 · 20:00 heure locale · Historique des rencontres | Rapport (RBFA) Rapport |         |           | Spectateurs : 5 536 Arbitrage : Adolf Mathias (hu) | Spectateurs : 5 536 Arbitrage : Adolf Mathias (hu) |

| Match amical                                                  | Suisse                 | 0 - 1   | Belgique     | Stade des Charmilles Genève, Suisse                  |                                                      |
| 1er mai 1974 · 20:30 heure locale · Historique des rencontres |                        | (0 – 0) | Van Herp 61e | Spectateurs : 16 000 Arbitrage : Luciano Giunti (it) | Spectateurs : 16 000 Arbitrage : Luciano Giunti (it) |
| 1er mai 1974 · 20:30 heure locale · Historique des rencontres | Rapport (RBFA) Rapport |         |              | Spectateurs : 16 000 Arbitrage : Luciano Giunti (it) | Spectateurs : 16 000 Arbitrage : Luciano Giunti (it) |

| Match amical                                                   | Belgique                          | 2 - 1   | Écosse        | Stade Albert Dyserynck Bruges, Belgique           |                                                   |
| 1er juin 1974 · 20:00 heure locale · Historique des rencontres | Henrotay 22e · Lambert 78e (pen.) | (1 – 1) | Johnstone 39e | Spectateurs : 7 769 Arbitrage : Klaus Ohmsen (de) | Spectateurs : 7 769 Arbitrage : Klaus Ohmsen (de) |
| 1er juin 1974 · 20:00 heure locale · Historique des rencontres | Rapport (RBFA) Rapport            |         |               | Spectateurs : 7 769 Arbitrage : Klaus Ohmsen (de) | Spectateurs : 7 769 Arbitrage : Klaus Ohmsen (de) |

| Championnat d'Europe 1976 Éliminatoires - Groupe 7                | Islande                | 0 - 2   | Belgique                                 | Laugardalsvöllur Reykjavik, Islande                  |                                                      |
| 8 septembre 1974 · 14:00 heure locale · Historique des rencontres |                        | (0 – 1) | Van Moer 39e (pen.) · Teugels 87e (pen.) | Spectateurs : 7 540 Arbitrage : Thomas Reynolds (hu) | Spectateurs : 7 540 Arbitrage : Thomas Reynolds (hu) |
| 8 septembre 1974 · 14:00 heure locale · Historique des rencontres | Rapport (RBFA) Rapport |         |                                          | Spectateurs : 7 540 Arbitrage : Thomas Reynolds (hu) | Spectateurs : 7 540 Arbitrage : Thomas Reynolds (hu) |

| Championnat d'Europe 1976 Éliminatoires - Groupe 7               | Belgique                       | 2 - 1   | France    | Stade du Heysel Laeken, Belgique                |                                                 |
| 12 octobre 1974 · 20:00 heure locale · Historique des rencontres | Martens 12e · Van Der Elst 75e | (1 – 1) | Coste 16e | Spectateurs : 32 108 Arbitrage : Ken Burns (en) | Spectateurs : 32 108 Arbitrage : Ken Burns (en) |
| 12 octobre 1974 · 20:00 heure locale · Historique des rencontres | Rapport (RBFA) Rapport         |         |           | Spectateurs : 32 108 Arbitrage : Ken Burns (en) | Spectateurs : 32 108 Arbitrage : Ken Burns (en) |

| Championnat d'Europe 1976 Éliminatoires - Groupe 7               | Allemagne de l'Est     | 0 - 0   | Belgique | Zentralstadion Leipzig, Allemagne de l'Est      |                                                 |
| 7 décembre 1974 · 17:30 heure locale · Historique des rencontres |                        | (0 – 0) |          | Spectateurs : 20 557 Arbitrage : Sergio Gonella | Spectateurs : 20 557 Arbitrage : Sergio Gonella |
| 7 décembre 1974 · 17:30 heure locale · Historique des rencontres | Rapport (RBFA) Rapport |         |          | Spectateurs : 20 557 Arbitrage : Sergio Gonella | Spectateurs : 20 557 Arbitrage : Sergio Gonella |

## Les joueurs
| Joueurs               | Joueurs           | Amical | Amical | Amical | Amical | QCE 1976 | QCE 1976 | QCE 1976 |
| --------------------- | ----------------- | ------ | ------ | ------ | ------ | -------- | -------- | -------- |
| Gardiens de but       |                   |        |        |        |        |          |          |          |
| Christian Piot        | Standard de Liège | 90     | 90     | 90     | 90     | 90       | 90       | 90       |
| Jean-Marie Pfaff      | SK Beveren-Waes   | r      | r      | r      | r      | r        |          |          |
| Guy Léonard           | KV Malines        |        |        |        |        |          | r        | r        |
| Défenseurs            |                   |        |        |        |        |          |          |          |
| Gilbert Van Binst     | RSC Anderlechtois | 90     | 90     | 90     | 90     | 90       | 90       | 90 27e   |
| Erwin Vandendaele     | Club Bruges KV    | 90     | 90     | 90     | 90     | 90       | 90       | 90       |
| Hugo Broos            | RSC Anderlechtois | 90     |        |        |        | 90       | 90       | 90       |
| Maurice Martens       | RWD Molenbeek     | 90     | 90     | 90     | 90     |          | 90 76e   | 90       |
| Léon Dolmans          | Standard de Liège | r      |        |        |        |          |          |          |
| Gérard Desanghere     | RWD Molenbeek     | r      |        |        |        |          | r        |          |
| Nico Dewalque         | Standard de Liège |        | 90     | 90     | 40e    |          |          | 90 36e   |
| Jean Thissen          | Standard de Liège |        | 90     | r      | 40e    |          |          |          |
| Milieux               |                   |        |        |        |        |          |          |          |
| Jan Verheyen          | RSC Anderlechtois | 90     | 90     | 90     | 90     | 90       | 90       | 90       |
| Jean Dockx            | RSC Anderlechtois | 90     | 46e    | 57e    | r      | r        | 72e      | r        |
| Paul Van Himst        | RSC Anderlechtois | 90     | 46e    | 90     | 90     | 90       | 72e      | 16e      |
| Wilfried Van Moer     | Standard de Liège | 85e    | 83e    | 57e    | 90     | 90       | 90       |          |
| Julien Cools          | Club Bruges KV    |        | r      | r      | 88e    | 46e      |          | 90       |
| Ludo Coeck            | RSC Anderlechtois |        |        |        |        | 46e      |          |          |
| Attaquants            |                   |        |        |        |        |          |          |          |
| François Van Der Elst | RSC Anderlechtois | 90     | r      |        |        | 90       | 90       | 16e      |
| Johan Devrindt        | Club Bruges KV    | 85e    |        |        |        |          | r        | r        |
| Francis Nicolay       | RFC Liégeois      | 74e,   |        |        |        |          |          |          |
| Guido Nicolaes        | K Beerschot VAV   | 74e    | 83e    | r      | r      |          |          |          |
| Roger Henrotay        | Standard de Liège |        | 90     | 90     | 90     | 90       | r        | r        |
| Raoul Lambert         | Club Bruges KV    |        | 90     | 90     | 88e    |          | 90       | 90       |
| Yvo Van Herp          | KV Malines        |        |        | 90     | 90     | r        |          |          |
| Jean Janssens         | SK Beveren-Waes   |        |        |        |        | 80e      |          |          |
| Jacques Teugels       | RWD Molenbeek     |        |        |        |        | 80e      | 90       | 90       |

Un « r » indique un joueur qui était parmi les remplaçants mais qui n'est pas monté au jeu.
1. 1 2 3 4 5 6  Première sélection officielle pour le joueur.
2. 1 2 3 4 5  Premier but officiel pour le joueur.
3. 1 2 3 4 5  Dernière sélection officielle pour le joueur.

## Aspects socio-économiques

### Couverture médiatique
| Jour de diffusion | Match                         | Compétition          | Diffuseur francophone | Diffuseur néerlandophone |
| ----------------- | ----------------------------- | -------------------- | --------------------- | ------------------------ |
| 13 mars 1974      | Allemagne de l'Est - Belgique | Amical               | RTB                   | BRT                      |
| 17 avril 1974     | Belgique - Pologne            | Amical               | non diffusé           | non diffusé              |
| 1er mai 1974      | Suisse - Belgique             | Amical               | RTB                   | BRT                      |
| 1er juin 1974     | Belgique - Écosse             | Amical               | non diffusé           | non diffusé              |
| 8 septembre 1974  | Islande - Belgique            | Championnat d'Europe | non diffusé           | non diffusé              |
| 12 octobre 1974   | Belgique - France             | Championnat d'Europe | non diffusé           | non diffusé              |
| 7 décembre 1974   | Allemagne de l'Est - Belgique | Championnat d'Europe | RTB                   | BRT                      |

Source : Programme TV dans Gazet van Antwerpen.

## Sources

### Archives
1. ↑  (nl) « Concentra online archief », sur krantenarchief.concentra.be, Mediahuis.